# Georg Forster

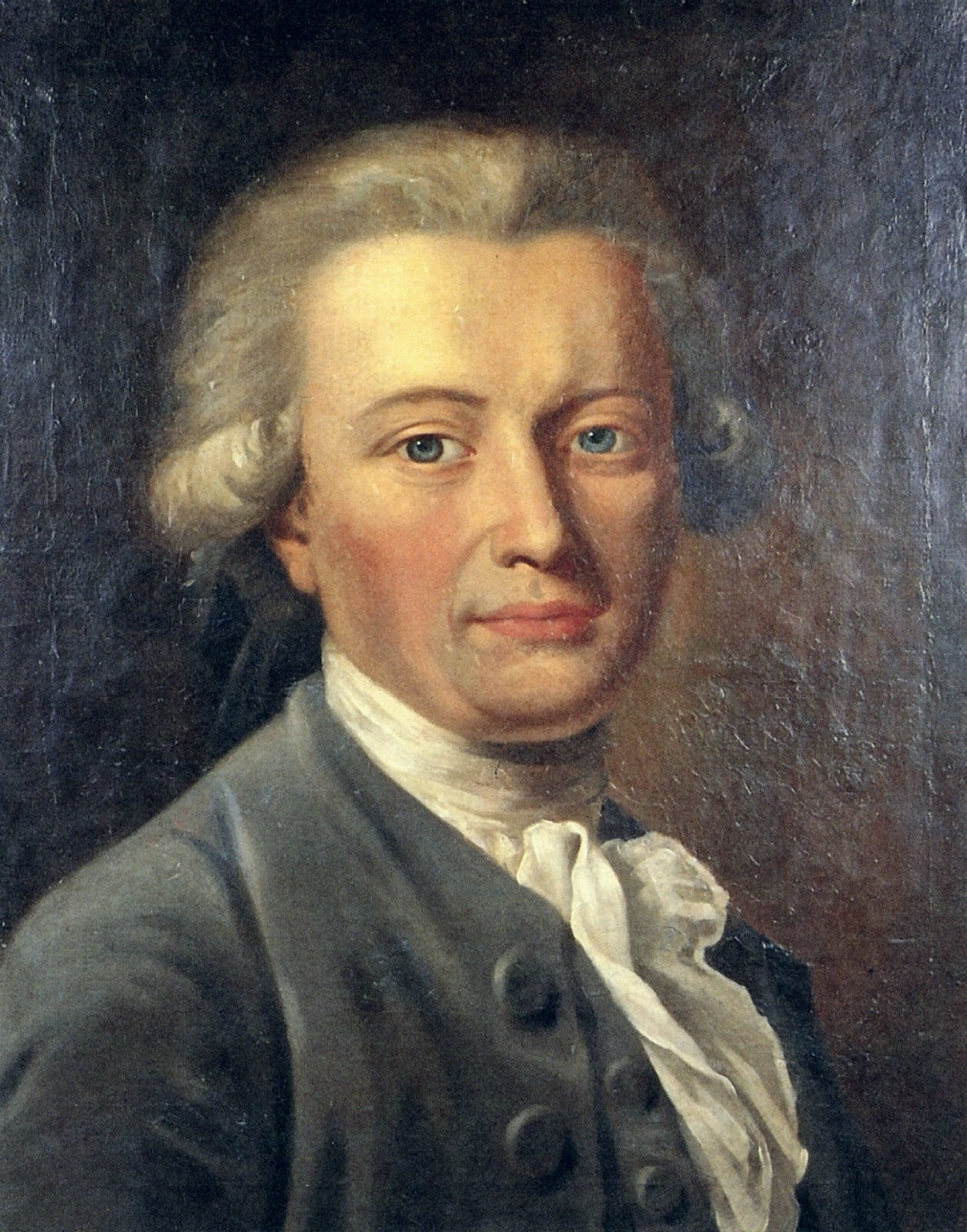
Georg Forster, Gemälde von J. H. W. Tischbein

Johann Georg Adam Forster (* 27. November 1754 in Nassenhuben, Polnisch-Preußen; † 10. Januar 1794 in Paris) war ein deutscher Naturforscher, Ethnologe, Reiseschriftsteller und Revolutionär in der Zeit der Aufklärung. Forster gilt als einer der ersten Vertreter der wissenschaftlichen Reiseliteratur. Daneben trat er auch als Übersetzer, Journalist und Essayist hervor.
Forster nahm an der zweiten Weltumsegelung James Cooks teil und lieferte wichtige Beiträge zur vergleichenden Länder- und Völkerkunde der Südsee. An Hochschulen in Kassel und Wilna lehrte er Naturgeschichte. Als deutscher Jakobiner und Mitglied des Mainzer Jakobinerklubs gehörte er zu den Protagonisten der kurzlebigen Mainzer Republik.

## Leben

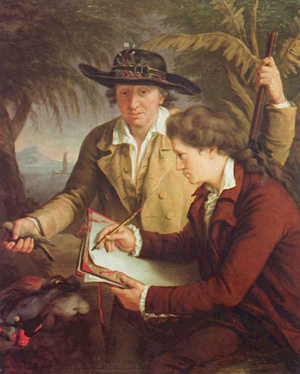
Johann und Georg Forster in der Südsee, Gemälde von John Francis Rigaud

Das Leben Georg Forsters war kurz, aber reich an Erfahrungen und Erlebnissen, wie sie im 18. Jahrhundert nur wenigen Menschen vergönnt waren. Kaum ein anderer deutscher Aufklärer hat mehr von der Welt gesehen als er.

### Frühe Russlandreise und Übersetzertätigkeit
Georg Forster war der Sohn des Naturforschers und reformierten Pastors Johann Reinhold Forster und dessen Frau Justina Elisabeth, geb. Nicolai. Der Vater, stärker an Philosophie und Naturwissenschaften als an Theologie interessiert, nahm seinen erst zehnjährigen Erstgeborenen im Jahr 1765 mit auf eine Studienreise an den Unterlauf der Wolga. Dort siedelten seit kurzem deutsche Auswanderer, die dem Ruf Katharinas der Großen gefolgt waren. Im Auftrag der russischen Regierung sollte Johann Reinhold Forster die Verwaltung und Lebensverhältnisse der Wolgadeutschen untersuchen. Die Reise führte ihn von Mai bis August 1765 bis zum Eltonsee in der Kaspischen Senke, etwa 160 km östlich des heutigen Wolgograd. Bereits damals war der junge Forster an kartografischen Studien und an Bodenuntersuchungen beteiligt. Vater und Sohn verlebten das folgende Jahr in Sankt Petersburg, wo Johann seine Berichte redigierte. Georg besuchte in dieser Zeit die Petrischule und lernte fließend Russisch.
Im August 1766 siedelte Johann Reinhold Forster von St. Petersburg nach London über, um im Land seiner Vorfahren eine seinen Neigungen entsprechende Existenz als Lehrer und Übersetzer aufzubauen. Georg begleitete ihn dorthin und lernte auf der langen Schiffsreise Englisch. Schon als 13-Jähriger gab er in England sein erstes Buch heraus: eine Übersetzung von Lomonossows Werk über russische Geschichte (A chronological abridgment of the Russian history; translated from the original Russian… and continued to the present time by the translator. T. Snelling, London 1767) vom Russischen ins Englische, die in wissenschaftlichen Kreisen lobende Anerkennung fand.
Forster nutzte seine Sprachbegabung nicht nur für seine späteren ethnologischen Forschungen, sondern auch zum Broterwerb als Übersetzer. Im Laufe seines Lebens übertrug er vorwiegend Texte aus dem Englischen und dem Französischen ins Deutsche, vereinzelt auch aus anderen europäischen Sprachen wie Russisch, Niederländisch und Schwedisch sowie umgekehrt aus dem Deutschen, Russischen oder Französischen ins Englische. Dabei handelte es sich vor allem um Reiseberichte, etwa den des Kapitäns William Bligh über dessen Fahrt mit der Bounty und die bekannte Meuterei. Darüber hinaus übersetzte Forster Fachtexte aus verschiedenen Wissensgebieten.

### Weltumsegelung mit Captain Cook

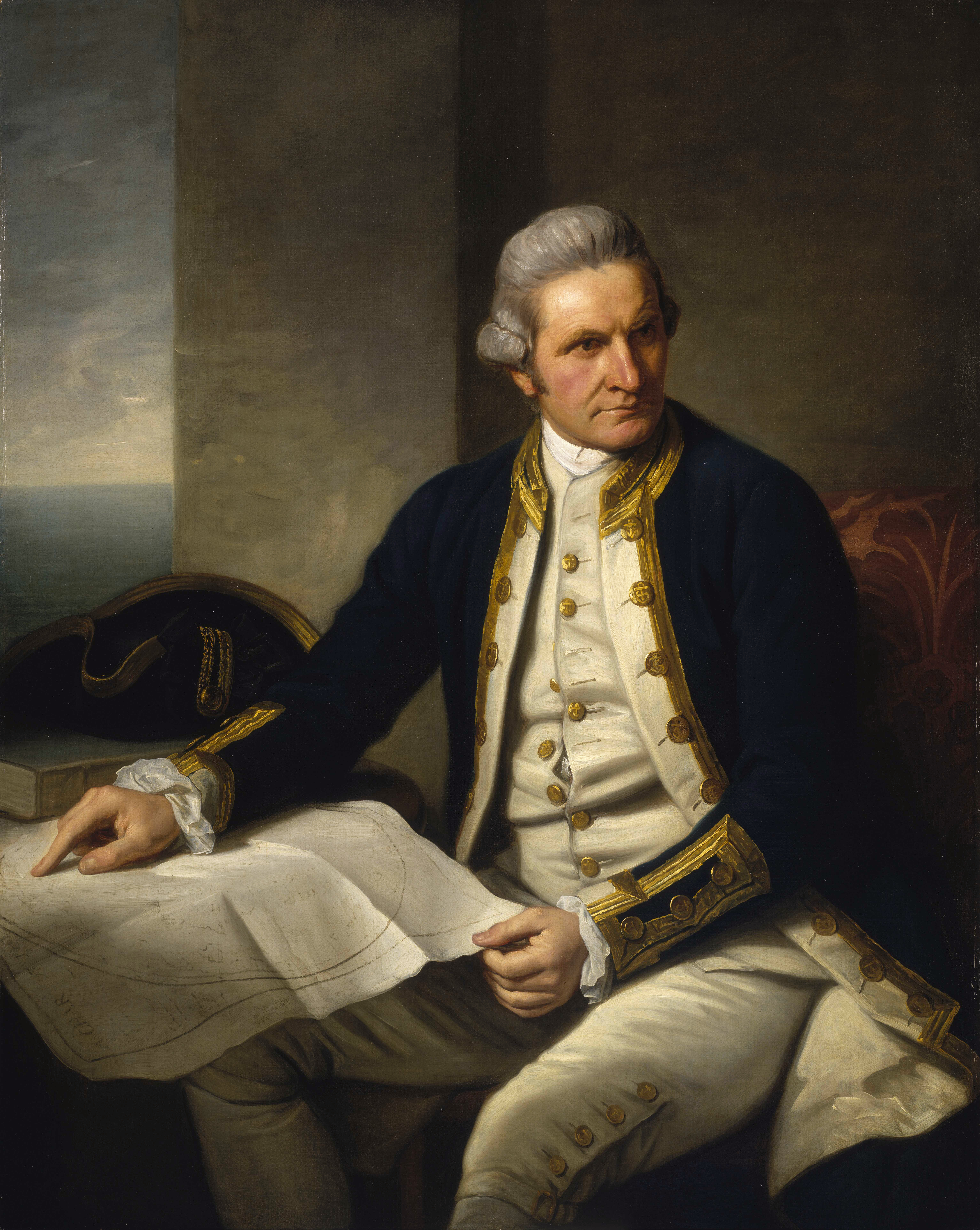
Kapitän James Cook, Gemälde von Nathaniel Dance

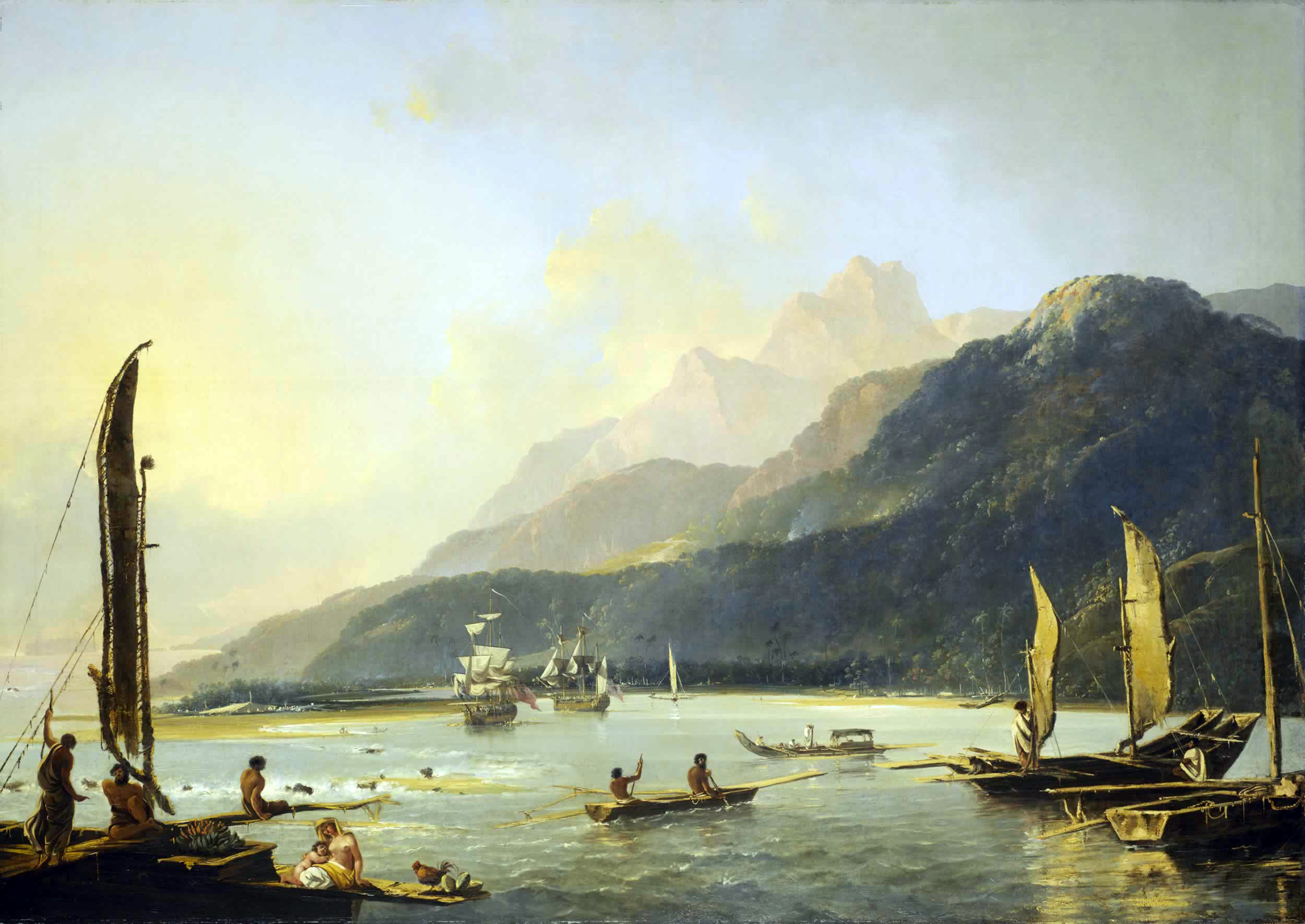
Cooks Schiffe Resolution und Adventure 1776 in der Bucht von Matawai (Tahiti); Gemälde von William Hodges

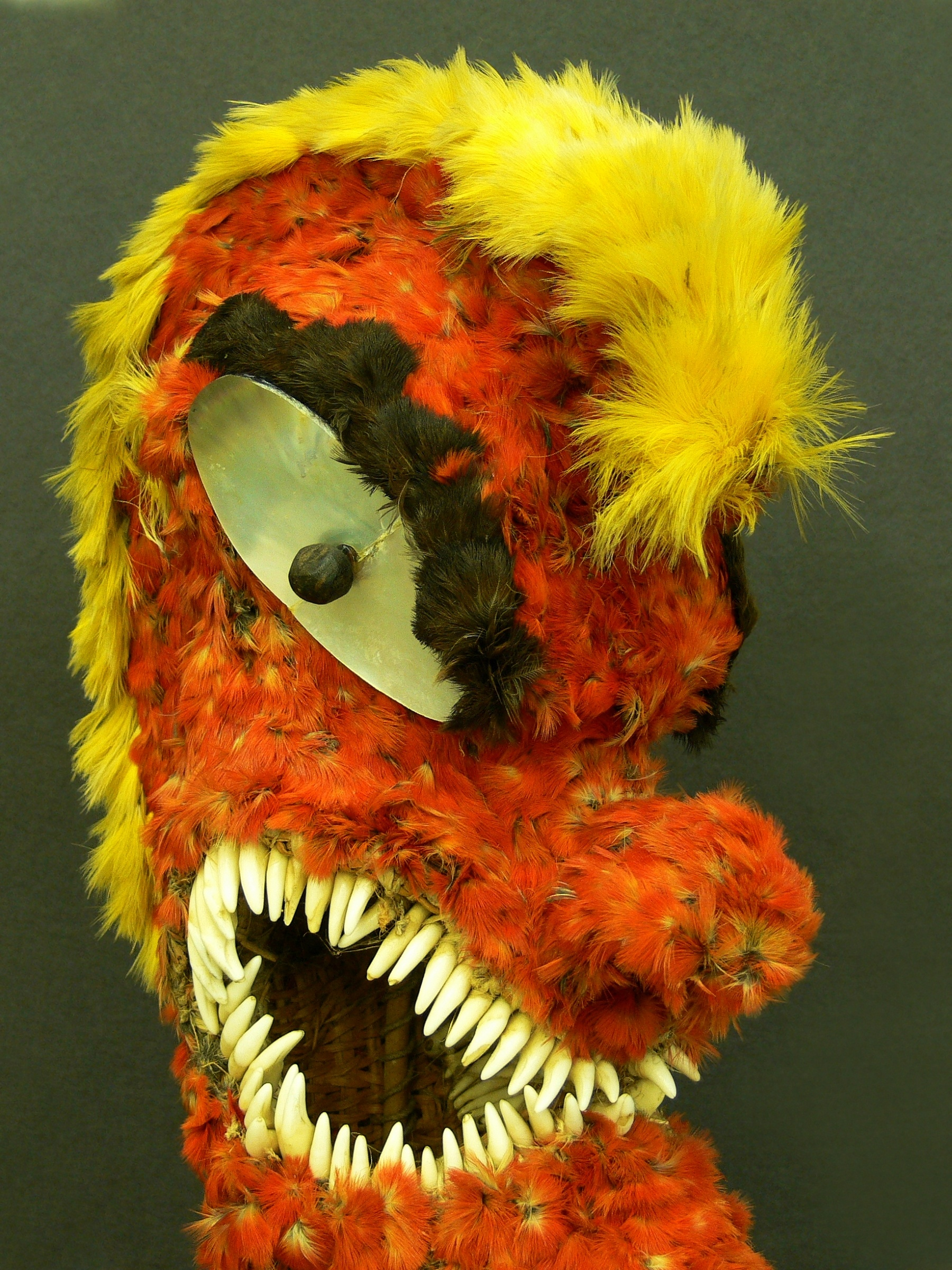
Kuka’ilimoku, Federskulptur des hawaiischen Kriegsgottes, Exponat aus der Göttinger Cook-Forster-Sammlung

Da der Botaniker Joseph Banks, der wissenschaftliche Begleiter Captain James Cooks auf seiner ersten Reise, es ablehnte, Cook auch auf seiner zweiten Reise in die Südsee zu begleiten, unterbreitete die britische Admiralität 1772 Reinhold Forster das Angebot, an der Expedition teilzunehmen, einen wissenschaftlichen Bericht über die Reise zu erstellen und nach der Rückkehr zu veröffentlichen. Er stimmte unter der Bedingung zu, dass sein erst siebzehnjähriger Sohn Georg als Zeichner und wissenschaftlicher Assistent mitkommen durfte. Die Forsters leiteten damit eine Phase der intensiven Beteiligung deutschsprachiger Experten an Pazifikexpeditionen der imperialen Mächte ein.
Am 13. Juli 1772 stachen Vater und Sohn Forster an Bord der Resolution in Plymouth in See. Die Reise führte zunächst in den Südatlantik, dann durch den Indischen Ozean und antarktische Gewässer in den Südpazifik und zu den Inseln Polynesiens und schließlich um Kap Hoorn herum wieder zurück nach England, wo die Expedition am 30. Juli 1775 eintraf. Auf ihrer dreijährigen Reise hatten die Forsters mit Cook unter anderem Neuseeland, die Tonga-Inseln, Neukaledonien, Tahiti, die Marquesas-Inseln und die Osterinsel erkundet und waren weiter nach Süden vorgedrungen als jemals Menschen vor ihnen. Cooks zweite Reise widerlegte endgültig die Theorie von einem großen, bewohnbaren Südkontinent.
Georg Forster beteiligte sich – zumeist als Zeichner und zunächst noch unter Anleitung seines Vaters – an Studien zur Tier- und Pflanzenwelt der Südsee. Beide gewannen auf dem Gebiet der Botanik viele neue Erkenntnisse und beschrieben eine Vielzahl bis dahin in Europa unbekannter Pflanzen, darunter eine Gattung aus der Familie der Phyllanthaceae. Die Pflanzengattung der Forstera aus der Familie der Stylidiaceae wurde nach ihnen benannt. Georg Forsters offizielles botanisches Autorenkürzel lautet „G.Forst.“.
Seine eigentlichen Interessengebiete aber, auf denen er bald selbständige Forschungen anstellte, waren die vergleichende Länder- und Völkerkunde. Er lernte schnell die Sprachen der polynesischen Inseln. Seine Berichte über die Polynesier sind bis heute anerkannt, da sie Forsters Bestreben widerspiegeln, den Bewohnern der Südsee-Inseln mit Einfühlung, Sympathie und weitgehend ohne christlich-abendländische Vorurteile zu begegnen. Mit dieser Art der einfühlenden Beobachtung war Forster anderen Völkerkundlern seiner Zeit weit voraus. Zugleich hütete er sich vor einer Idealisierung der „edlen Wilden“. Anders als etwa Louis Antoine de Bougainville, der mit seinem Reisebericht über Tahiti wenige Jahre zuvor die eher unkritische, idealisierende Südseeromantik begründete, nahm Forster die Gesellschaften der südpazifischen Inseln sehr differenziert wahr. Im Unterschied zur damals gebräuchlichen Klassifizierung von Menschen nach „Rassen“, wie sie auch Kant verwendete, betonte Forster,

„daß die Natur des Menschen zwar überall klimatisch verschieden, aber im ganzen, sowohl der Organisation nach, als in Beziehung auf die Triebe und den Gang ihrer Entwickelung, spezifisch dieselbe ist.“

Seinem Freund Wilhelm von Humboldt stellte er zudem die Frage:

„Ist es nicht äußerst schwer, Nationalcharaktere anzugeben; zu sagen, wie Nationen von einander in Anlagen verschieden sind? Ist es nicht Unrecht, einer Nation diese oder jene Anlage abzusprechen? Da doch die Charaktere in jeder Nation so mannichfaltig sind?“

Er beschrieb die unterschiedlichen Sozialordnungen und Religionen, die er beispielsweise auf den Gesellschaftsinseln, den Freundschaftsinseln, in Neuseeland und auf der Osterinsel vorfand, und führte sie auf die jeweils unterschiedlichen Lebensbedingungen zurück. Zugleich registrierte er, dass die Sprachen auf diesen weit verstreut liegenden Inseln relativ eng miteinander verwandt waren. So schrieb er etwa über die Bewohner der Tonga benachbarten Nomuka-Inselgruppe:

„Ihre Sprache, die Fahrzeuge, Waffen, Hausrath, Kleidung, Puncturen [Tätowierungen], die Art den Bart zu stutzen; kurz, ihr ganzes Wesen stimmten mit dem, was wir hiervon auch auf Tongatabu gesehen hatten, genau überein. Nur konnten wir […] keine Art von Subordination unter ihnen gewahr werden, welche hingegen auf Tongatabu sehr auffallend war, und, in den Ehrenbezeugungen für den König, fast bis zur äußersten Sclaverey ging.“

Bei der Übersetzung von Johann Reinhold Forsters Werk Observations Made During a Voyage Round the World vom Englischen ins Deutsche nahm Georg Forster auch selbständig Korrekturen vor. So strich er beispielsweise die Vermutung seines Vaters, bei Menschen, die in kalten Klimazonen lebten, verursachten körperliche Deformitäten auch Trägheit, Dummheit und Stumpfheit. Georg Forsters Folgerung war hingegen, dass Unterschiede zwischen Bewohnern verschiedener Landstriche „Wohl von einer Menge verschiedner Ursachen abhängen“.
Die Ethnographica, die Forster in der Südsee gemeinsam mit seinem Vater gesammelt hat, sind heute als Cook-Forster-Sammlung im Völkerkundlichen Museum Göttingen ausgestellt. Einen Teil der Sammlung hatten Vater und Sohn Fürst Leopold III. Friedrich Franz von Anhalt-Dessau geschenkt, der sie im Südseepavillon des Wörlitzer Parks ausstellte.

### Begründung der modernen Reiseliteratur
Während sein Vater nach der Rückkehr den von der Admiralität gewünschten wissenschaftlichen Bericht schrieb, veröffentlichte Georg Forster 1777 in London die für das allgemeine Publikum gedachte Reisebeschreibung A Voyage Round The World. Zusammen mit Rudolf Erich Raspe besorgte er in London dann die Übersetzung für die deutsche Ausgabe Reise um die Welt, die 1778/80 in Berlin erschien und aus der das obige Zitat stammt. Das Werk, das den Beginn der modernen deutschen Reiseliteratur markiert, machte den jungen Autor sofort berühmt und gilt bis heute als eine der bedeutendsten Reisebeschreibungen, die je geschrieben wurden. Es wurde von Christoph Martin Wieland als das bemerkenswerteste Buch seiner Zeit gepriesen und übte starken Einfluss auf Alexander von Humboldt aus, der Forster als sein Vorbild bezeichnete und ihn auf mehreren Reisen begleitete. Darüber hinaus prägte es viele Ethnologen späterer Zeiten.
Forster schrieb eine geschliffene deutsche Prosa. Wissenschaftlich exakt und sachlich fundiert, verstand er es, zugleich spannend und gut lesbar zu formulieren. Seine Werke zeichnet vor der bis dahin üblichen Reiseliteratur aus, dass sie nicht bloß Daten aneinanderreihen, sondern – auf der Grundlage eingehender und teilnehmender Beobachtungen – zusammenhängende, anschauliche und verlässliche ethnografische Fakten bieten. Immer wieder unterbricht Forster die reine Beschreibung, um seine Beobachtungen philosophisch zu reflektieren.
Dabei gilt sein Hauptaugenmerk immer den Menschen, denen er begegnete, ihrem Verhalten, ihren Bräuchen, Sitten und Religionen sowie ihren Gesellschaftsformen. In Reise um die Welt gibt er sogar Liedtexte der Polynesier samt Notation wieder. Das Buch ist eine der wichtigsten Quellen für die Erforschung der Gesellschaften in der Südsee aus der Zeit, bevor sich dort der europäische Einfluss geltend machte.

### Anfänge der akademischen Karriere
Seine Veröffentlichung brachte Forster wissenschaftliche Ehrungen aus ganz Europa ein. Die angesehene Royal Society in London nahm den noch nicht 23-Jährigen 1777 als Mitglied auf. Ebenso verfuhren wissenschaftliche Akademien von Berlin bis Madrid. Ab 1777 war er Mitglied der Göttinger Akademie der Wissenschaften. Da die Ehrungen aber kein Geld einbrachten, kehrte er 1778 nach Deutschland zurück. Im Jahr 1780 wurde er zum Mitglied der Gelehrtengesellschaft Leopoldina gewählt.
Zunächst lehrte Forster von 1778 bis 1784 am Collegium Carolinum in Kassel Naturgeschichte. Seit dieser Zeit stand er außerdem in regem Austausch mit den wichtigsten Vertretern der Aufklärung in Deutschland, u. a. mit Lichtenberg, Lessing, Kant, Herder, Wieland und Goethe. Er veröffentlichte regelmäßig Aufsätze über Forschungs- und Entdeckungsreisen seiner Zeit, etwa über Cooks dritte Reise in die Südsee, an der er selbst nicht teilnahm, und über die spätere Bounty-Expedition. Mit deren Initiator, dem Privatgelehrten Sir Joseph Banks, der Cook auf dessen erster Weltumsegelung begleitet hatte, stand Forster seit den Londoner Jahren in Kontakt.
In Kassel wurde er Mitglied der Freimaurerloge Zum gekrönten Löwen und des örtlichen Gold-und-Rosenkreuzer-Zirkels. Wahrscheinlich 1776 war er bereits in Paris Mitglied der bekannten Loge Les Neuf Sœurs geworden. 1784 trat er der Loge Zur wahren Eintracht der Freimaurer in Wien bei, die er insbesondere wegen ihrer Aufklärungs- und Reformtätigkeit schätzte und die ihm zu Ehren eine Festloge veranstaltete.
Von 1784 bis 1787 lehrte Forster als Professor für Naturgeschichte an der Schola Principis Magni Ducatus Lithuaniae im polnisch-litauischen Wilna, der heutigen Universität Vilnius. Er war damals noch nicht promoviert und verfasste daher eine Dissertationsschrift (De plantis esculentis insularum oceani australis commentatio botanica) über essbare Pflanzen der Südseeinseln. Die Tätigkeit sagte Forster allerdings wenig zu. Ein Grund war, dass er seine Vorlesungen auf Latein halten sollte, was ihm schwerfiel: „Das wenige Latein, was ich weiß, verdanke ich bloß meiner Lektüre; allein Lektüre ist zum Schreiben nicht hinreichend, zudem ist es lange her, dass ich lateinische Autoren las.“ Außerdem hatte er mit wirtschaftlichen Schwierigkeiten zu kämpfen und fühlte sich in Wilna nicht wohl: „ich und mein Weib, wir genießen außer einander, keine Freude, kein Vergnügen, keine Gemächlichkeit – in einem unwirtbaren und häßlichen Lande, – und da muß es mich drei- und zehnfach schmerzen, daß ich nicht einmal auskomme.“

### Privatleben
Am 3. September 1785 heiratete Forster Therese Heyne, die Tochter des Altertumswissenschaftlers Christian Gottlob Heyne. Sie war ihm in seiner Zeit in Göttingen begegnet und wurde später eine der ersten selbständigen Schriftstellerinnen Deutschlands. Georg Christoph Lichtenberg kommentierte die geplante Hochzeit kritisch: „Ich wünsche dem guten Forster viel Glück dazu, glaube aber nicht, dass er es finden wird. Forster ist für die Liebe im eigentlichen Verstand; Therese für die à la Grenadière […].“ Weitere Äußerungen von ihm und anderen Zeitgenossen lassen sich als Hinweise auf eine gleichgeschlechtliche Veranlagung Forsters interpretieren. Tatsächlich pflegte er enge Freundschaften zu zahlreichen homosexuellen Männern und heiratete relativ spät, nach eigener Aussage auch aus ökonomischen Gründen. Eindeutige Belege für eine homosexuelle Veranlagung Forsters gibt es nicht. Er selbst hat sie stets bestritten. Möglicherweise waren seine Beziehungen zu Männern ein Ausdruck des für das 18. Jahrhundert typischen Freundschaftskults.
Die Ehe verlief, wie von Lichtenberg vermutet, ausgesprochen unglücklich. Beide Partner hatten unterschiedliche Einstellungen zur Sexualität: Die Tagebuch-Eintragungen des Pfarrerssohns Forster lassen vermuten, dass er nicht zuletzt aus religiösen Überzeugungen unter seinem Sexualtrieb litt. Forster hatte vier Kinder mit Therese. Bei den zwei jüngsten, die in Mainz geboren wurden, ist die Vaterschaft allerdings umstritten. Therese verliebte sich zweimal in andere Männer, erst in Friedrich Ludwig Wilhelm Meyer, um 1791/92 in Ludwig Ferdinand Huber, den sie später heiratete. Forster hatte beide Male eine ménage à trois vorgeschlagen, die Therese jedoch ablehnte. Sie verließ ihn im Dezember 1792, kurz nach der Besetzung von Mainz durch französische Revolutionstruppen, um sich und die Kinder nach Straßburg in Sicherheit zu bringen. Forster blieb ihr bis zu seinem Tod brieflich eng verbunden. Ein Brief, den Forster an seine Frau Therese im Jahr 1793 schrieb, wurde von Walter Benjamin in seine Briefsammlung Deutsche Menschen aufgenommen. Über ihren verstorbenen Ex-Mann verfasste Huber für das Conversations-Lexicon von Brockhaus (1817) eine Kurz-Biografie, in der es heißt, auch nachdem er sich von ihr getrennt habe, habe er sie „bis auf sein Sterbebett“ mit „exaltierter Liebe“ geehrt. Nach Ansicht von Huber war Forsters Leben demnach von einer ständigen „Dissonanz“ geprägt zwischen der „Größe seiner Ansichten und der Kleinheit seines Wirkungskreises“ bzw. der „Bewunderung der Menge und der Nichtsbedeutendheit seiner häuslichen Umstände“.

### Gescheiterte Expeditionspläne und Übersiedelung nach Mainz
Wegen der unbefriedigenden Situation in Wilna war Forster hocherfreut, als er im Juni 1787 erfuhr, dass er als wissenschaftlicher Leiter einer großen russischen Pazifik-Expedition ausersehen war, die Zarin Katharina die Große zu finanzieren gedachte. Die Reise war auf vier Jahre angelegt und sollte mit fünf Schiffen unter dem Oberkommando von Grigori Iwanowitsch Mulowski (1757–1789) von England aus über Madeira, Brasilien, das Kap der Guten Hoffnung, Australien, Neuseeland, die Freundschafts-, Gesellschafts- und Sandwichinseln zur pazifischen Küste Amerikas, zu den Kurilen sowie nach Japan und China führen. Während der Expedition sollte Forster ein Jahresgehalt von 2000 Rubeln und seine Frau eine jährliche Zuwendung von 1000 Rubeln erhalten. Nach seiner Rückkehr sollte er – im Fall seines Todes seine Frau – auf Lebenszeit in den Genuss einer Jahresrente von 1500 Rubeln kommen. Zudem beglich die russische Regierung seine Schulden in Wilna. Forster ließ sich von seinen dortigen Verpflichtungen entbinden und kehrte im August mit seiner Frau nach Göttingen zurück. Die Expedition kam jedoch nicht zustande, da 1787 der Russisch-Türkische Krieg ausbrach. Daher nahm Forster 1788 die Stellung des Oberbibliothekars der Universität Mainz an, die ihm auf Vermittlung des Historikers Johannes von Müller (1752–1809) angeboten worden war.

### Ansichten vom Niederrhein
Von Mainz aus unternahm Forster im Frühjahr 1790 gemeinsam mit dem jungen Alexander von Humboldt, den er schon im Vorjahr bei dessen erster Rheinexkursion kennengelernt hatte, eine ausgedehnte Reise, die ihn ins Rheinland, in die Österreichischen Niederlande sowie nach Holland, England und Paris führte. Seine Eindrücke schilderte er in dem zwischen 1791 und 1794 erschienenen dreibändigen Werk Ansichten vom Niederrhein, von Brabant, Flandern, Holland, England und Frankreich im April, Mai und Juni 1790. Johann Wolfgang von Goethe lobte es in einem Brief an den Autor als „so angenehm als unterrichtend, man mag, wenn man geendigt hat, gerne wieder von vorne anfangen und wünscht sich, mit einem so guten, so unterrichteten Beobachter zu reisen“. Das Buch enthält neben vielen ökonomischen auch ausführliche kunsthistorische Betrachtungen, die für die wissenschaftliche Kunstgeschichte ebenso stilbildend wurden wie A Voyage round the world für die Ethnologie. Forster gehörte beispielsweise zu den Ersten, die zu einer gerechten Beurteilung der damals noch weitgehend als „barbarisch“ abgetanen gotischen Kunst gelangten, und nahm Ideen der Romantik vorweg.
Wie 15 Jahre zuvor in der Südsee galt auf dieser neuen Reise sein Hauptinteresse wieder dem sozialen Verhalten der Menschen. Volksaufstände in Flandern und Brabant und natürlich die Revolution in Frankreich hatten Forsters Interesse geweckt. Seine Reise in diese Gebiete sowie in die Niederlande und England, wo die bürgerlichen Freiheiten vergleichsweise weit entwickelt waren, sollte ihm nicht zuletzt dazu dienen, sich seines eigenen politischen Urteils zu vergewissern. Denn er war damals bereits ein überzeugter Gegner des Ancien Régime. Wie viele andere deutsche Gelehrte hatte er den Ausbruch der Revolution im Jahr zuvor als konsequente Folge der Aufklärung begrüßt. Bereits am 30. Juli 1789, kurz nach Bekanntwerden des Sturms auf die Bastille, hatte er seinem Schwiegervater, dem Göttinger Philologen Christian Gottlob Heyne, geschrieben:

„Schön ist es aber zu sehen, was die Philosophie in den Köpfen gereift und dann im Staate zustande gebracht hat. […] Also ist es doch der sicherste Weg, die Menschen über ihre Rechte aufzuklären; dann gibt sich das übrige wie von selbst.“

### Jakobinerclub und Mainzer Republik

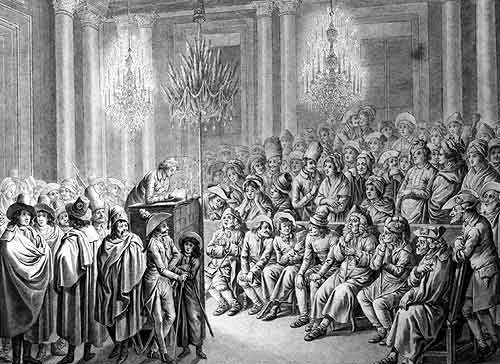
Versammlung des Mainzer Jakobinerclubs. Am Rednerpult vermutlich Georg Forster.

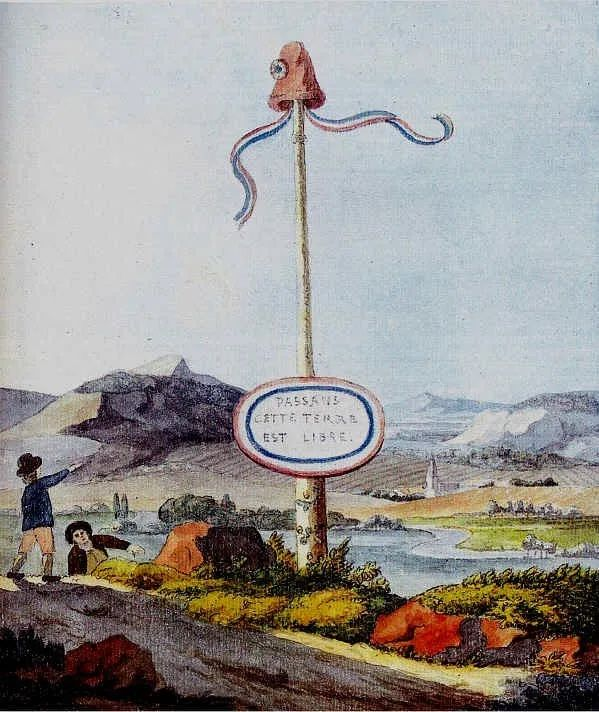
Freiheitsbaum mit Jakobinermütze in der Mosellandschaft an der Grenze zwischen dem Herzogtum Luxemburg und der Französischen Republik. Aquarell über Feder- und Bleistiftzeichnung von J. W. Goethe (1792).

Am 21. Oktober 1792 besetzte die französische Revolutionsarmee unter General Custine Mainz. Zwei Tage später wurde auf Initiative von Georg Wilhelm Böhmer der Mainzer Jakobinerklub gegründet, dem Forster nach anfänglichem Zögern am 5. November beitrat. Ab Anfang 1793 war er aktiv an der Gründung der Mainzer Republik beteiligt. Die erste auf bürgerlich-demokratischen Grundsätzen aufgebaute Republik auf deutschem Boden umfasste in etwa das linksrheinische Gebiet zwischen Landau und Bingen. Forster wurde Vize-Präsident der provisorischen Verwaltung und ließ sich als Abgeordneter in den Rheinisch-Deutschen Nationalkonvent wählen. Nach dem Beschluss des Pariser Nationalkonvents zur Einführung der Demokratie in den besetzten Gebieten gehörte Forster zu den Initiatoren einer „Verfassungsumfrage“ in Mainz und 40 Dörfern, bei der 10 % der Mainzer Zunftbürger und 29 Dörfer für die „fränkische Konstitution“ stimmten.
Von Januar bis März 1793 war er Redakteur von Die neue Mainzer Zeitung oder Der Volksfreund. In seinem ersten Artikel schrieb er: „Die Pressefreiheit herrscht endlich innerhalb dieser Mauern, wo die Buchdruckerpresse erfunden ward.“ Die Freiheit währte allerdings nicht lange, denn die Mainzer Republik existierte nur bis zum Abzug der Franzosen im Juli 1793.

### Tod im revolutionären Paris
Forster hielt sich damals schon nicht mehr in Mainz auf. Als Abgeordneter des Nationalkonvents, des ersten demokratischen Parlaments in Deutschland, war er nach Paris entsandt worden, um die Angliederung der allein nicht lebensfähigen Mainzer Republik an Frankreich zu beantragen. Der Antrag wurde zwar angenommen, hatte sich aber durch die Rückeroberung von Mainz durch die Truppen der anti-französischen Koalition erledigt.
Aufgrund eines Dekrets Kaiser Franz’ II., das die Zusammenarbeit deutscher „Untertanen“ mit der französischen Revolutionsregierung unter Strafe stellte, verfiel Forster der Reichsacht und konnte nicht mehr nach Deutschland zurückkehren. Völlig mittellos und ohne seine Frau, die ihn zusammen mit den Kindern schon in Mainz verlassen hatte, blieb er in Paris. Dort trat die Revolution gerade in die Phase der Schreckensherrschaft, der Terreur des Wohlfahrtsausschusses unter Maximilien de Robespierre.
Forster wurde sich nun des Widerspruchs bewusst zwischen dem Anspruch der Revolution, das Glück der Menschheit zu befördern, und der revolutionären Praxis, die über das Glück und das Leben des einzelnen Menschen grausam hinweggehen konnte. Aus Paris schrieb er:

„Alles ist blinde, leidenschaftliche Wut, rasender Parteigeist und schnelles Aufbrausen, das nie zu vernünftigen, ruhigen Resultaten gelangt.“

Im Gegensatz zu vielen anderen deutschen Befürwortern der Revolution, wie etwa Friedrich Schiller, wandte sich Forster aber selbst unter dem Eindruck des Terrorregimes nicht von den revolutionären Idealen ab. Er verglich die Ereignisse in Frankreich mit einem Naturereignis, das man nicht aufhalten könne. Kurz vor seinem Tod schrieb er:

„Die Revolution ist ein Orkan. Wer kann ihn hemmen? Ein Mensch, durch sie in Tätigkeit gesetzt, kann Dinge tun, die man in der Nachwelt nicht vor Entsetzlichkeit begreift.“

Bevor die Terrorherrschaft ihren Höhepunkt erreichte, starb Georg Forster im Januar 1794, noch nicht vierzigjährig, an einer Lungenentzündung in einer kleinen Dachwohnung in der Rue des Moulins in Paris.

## Nachleben
Bald nach Forsters Tod geriet sein Werk außerhalb der Fachwelt fast vollständig in Vergessenheit, nicht zuletzt als Folge seines Engagements während der Französischen Revolution. Je nach politischer Zeitströmung wurde Forster bis in die Gegenwart hinein jeweils unterschiedlich beurteilt.
Zu Beginn des 19. Jahrhunderts schrieb der Philosoph Friedrich Schlegel über ihn: „Unter allen eigentlichen Prosaisten atmet keiner so sehr den Geist freier Fortschreitung wie Georg Forster.“ Auch im Vormärz wurde Forster eher positiv beurteilt. So gab seine Tochter Marie Therese Forster 1843 die erste Gesamtausgabe seiner Werke heraus und sicherte damit Forsters Nachwirken; für die Biographie des Vaters konnte sie den Literaturhistoriker Georg Gottfried Gervinus gewinnen.
Generell aber verdeckte in der Zeit des aufkeimenden Nationalismus im nachnapoleonischen Deutschland das Bild des angeblichen „Vaterlandsverräters“ Forster zusehends das des Forschers und Schriftstellers. Während des Deutschen Kaiserreichs und erst recht zur Zeit des Nationalsozialismus blieb das Andenken Forsters verfemt. Eine Ausnahme davon bildete 1850 die Benennung der Buntmetallerz-Grube Georg Forster im Bensberger Erzrevier in Bergisch Gladbach.
Die DDR dagegen bezog die Erinnerung an den Forscher und Revolutionär in ihre eigene Traditionsbildung ein. So wurde beispielsweise die erste deutsche Forschungsstation in der Antarktis, die 1976 von der DDR eingerichtet wurde, Georg-Forster-Station benannt. Eine Oberschule, heute Gymnasium, in Berlin-Friedrichsfelde trägt Forsters Namen.
Auf der Suche nach demokratischen Traditionen der deutschen Geschichte setzte seit den 1970er Jahren in der Bundesrepublik ebenfalls eine differenzierte Auseinandersetzung mit Forster ein. So stiftete die Universitätsgesellschaft Kassel in den 1980er Jahren den Georg-Forster-Preis für herausragende Leistungen an der Universität Kassel. Die Alexander von Humboldt-Stiftung vergibt einen Georg-Forster-Forschungspreis und seit 2015 ehrt der rheinland-pfälzische Landtag seine ehemaligen Mitglieder mit der Georg-Forster-Medaille.

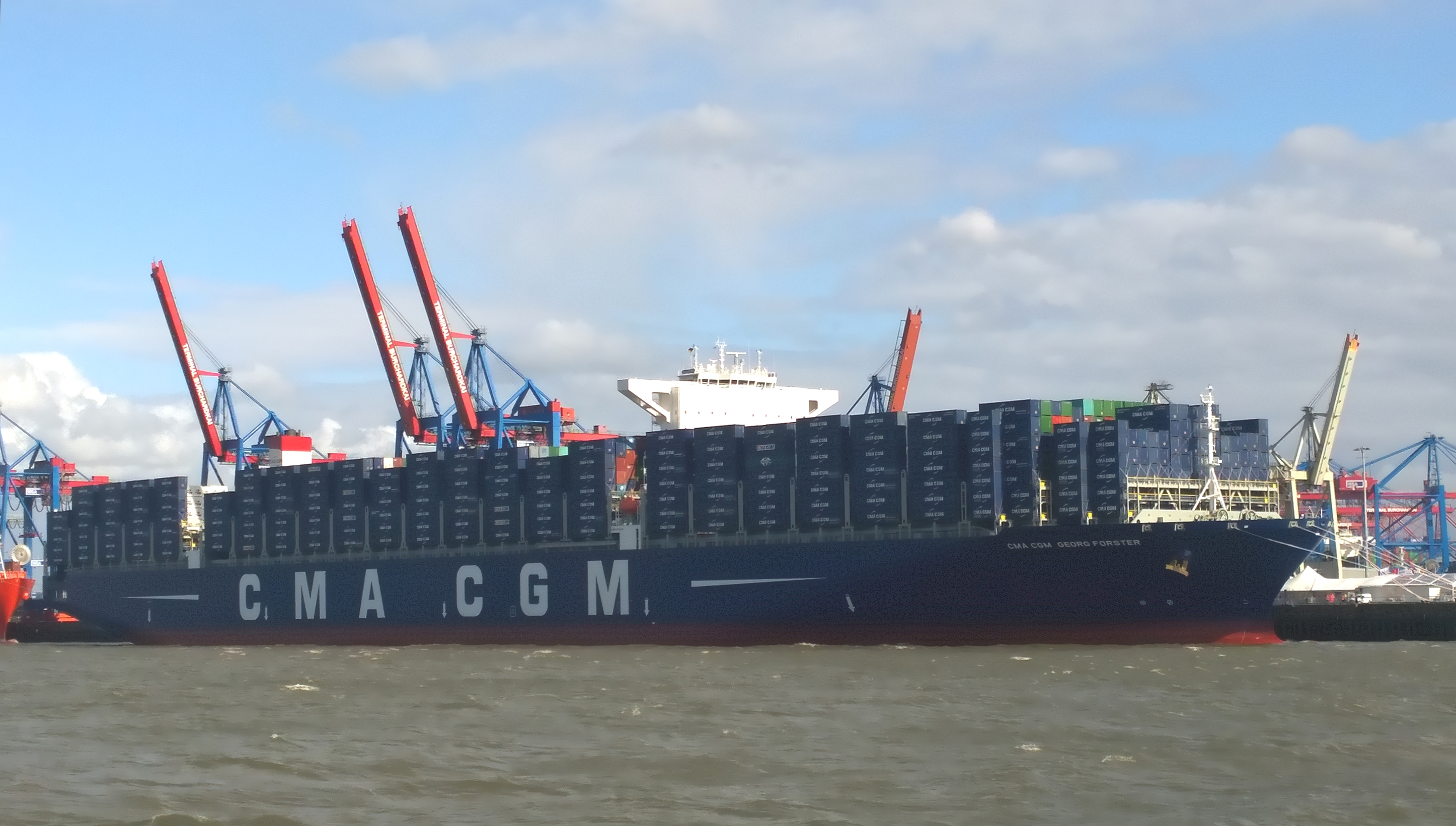
Die CMA CGM Georg Forster

Auf dem Campus der Johannes Gutenberg-Universität Mainz gibt es seit 2013 das „Georg-Forster-Gebäude“, das unter anderem die Sozialwissenschaften und das Institut für Kunstgeschichte und Musikwissenschaft beherbergt. Am Haus Neue Universitätsstraße 5 in Mainz befindet sich eine Gedenktafel für Forster, ebenso in Göttingen am Haus Papendiek 16. Mittlerweile tragen in ganz Deutschland Straßen und Schulen Forsters Namen, seit 2007 beispielsweise die Integrierte Gesamtschule Wörrstadt, die auf dem Gebiet der einstigen Mainzer Republik liegt, und seit 2012 das Georg-Forster-Gymnasium von Kamp-Lintfort am Niederrhein. Darüber hinaus ist ein Mega-Containerschiff des französischen Schifffahrts- und Logistikunternehmens CMA CGM nach ihm benannt.
Forsters Ruf als einer der ersten und bedeutendsten deutschen Ethnologen ist heute unbestritten. Sein Werk trug wesentlich dazu bei, die Ethnologie als eigenständigen Wissenschaftszweig in Deutschland zu etablieren.

## Werke

### Werkausgaben
- Georg Forster’s sämmtliche Schriften. Hrsg. von dessen Tochter und begleitet mit einer Charakteristik Forster’s von G.G. Gervinus in 9 Bänden (= erste Gesamtausgabe). Brockhaus, Leipzig 1843.
  - Entdeckungsreisen nach Tahiti und in die Südsee. Hrsg. von Hermann Homann. Auszug (Band 1 und 2) aus der Gesamtausgabe in 9 Bänden von 1843. Reprint Edition Erdmann, 1988, ISBN 3-522-60160-2.
- Georg Forsters Werke, Sämtliche Schriften, Tagebücher, Briefe. Hrsg. von der Deutschen Akademie der Wissenschaften zu Berlin, G. Steiner, H. Fiedler u. a. Akademie, Berlin 1958 ff. (bisher Bd. 1–18 ohne 6.3 und 10.2; 19 und 20 geplant).
- Werke in vier Bänden. Hrsg. von Gerhard Steiner, Leipzig 1971
- Forsters Werke in zwei Bänden. Ausgewählt und eingeleitet von Gerhard Steiner. 3. Auflage, Berlin und Weimar 1983 (Bibliothek deutscher Klassiker)
- Forster. Lesebuch für unsere Zeit. Hrsg. von Gerhard Steiner, Manfred Häckel & Lu Märten. Reihe: Lesebücher für unsere Zeit. Thüringer Volksverlag, Weimar 1952 u. ö.[31]

### Schriften
- Reise um die Welt
  - Englische Erstausgabe: A Voyage round the World in His Britannic Majesty’s Sloop Resolution, Commanded by Capt. James Cook, during the Years, 1772, 3, 4, and 5, London 1777
  - Deutsche Erstausgabe: Johann Reinhold Forster’s […] Reise um die Welt während den Jahren 1772 bis 1775 (Übersetzung von Georg Forster)
    - Bd. 1. Haude und Spener, Berlin, 1778. (Digitalisat und Volltext im Deutschen Textarchiv), E-Book (Faksimilie) vom Original, ISBN 978-3-941919-43-3.
    - Bd. 2. Haude und Spener, Berlin, 1780. (Digitalisat und Volltext im Deutschen Textarchiv), E-Book (Faksimilie) vom Original, Becker, Potsdam 2009, ISBN 978-3-941919-44-0.

  - Reise um die Welt. Hrsg. von Gerhard Steiner. Insel, Frankfurt am Main 1983, ISBN 3-458-32457-7
  - Reise um die Welt. Illustriert von eigener Hand; Mit einem biographischen Essay von Klaus Harpprecht und einem Nachwort von Frank Vorpahl. Eichborn Verlag, Reihe Die Andere Bibliothek, 2007, ISBN 978-3-8218-6203-3
  - Reise um die Welt: Auf der Suche nach dem Südkontinent 1771–1775. Einl. Herrmann Homann. Edition Erdmann
- Ansichten vom Niederrhein, von Brabant, Flandern, Holland, England und Frankreich, im April, Mai und Junius 1790
  - Erstausgabe:
    - Bd. 1. Voss, Berlin 1791. (Digitalisat und Volltext im Deutschen Textarchiv)
    - Bd. 2. Voss, Berlin 1791. (Digitalisat und Volltext im Deutschen Textarchiv)
    - Bd. 3. Voss, Berlin 1794. (Digitalisat und Volltext im Deutschen Textarchiv)

  - Hrsg. von Gerhard Steiner. Insel, Frankfurt 1989, ISBN 3-458-32836-X.
  - mit einem Vorwort von Jürgen Goldstein: Die Andere Bibliothek, Berlin 2016, ISBN 978-3-8477-0018-0.
- Über die Beziehung der Staatskunst auf das Glück der Menschheit und andere Schriften. Hrsg. Wolfgang Rödel. Insel, Frankfurt am Main 1966. Sammlung von politischen Aufsätzen, Aufzeichnungen und Reden.
- Über Leckereyen und andere Essays. Hrsg. von Tanja van Hoorn. Wehrhahn, Laatzen 2004, ISBN 3-932324-95-1.
- James Cook, der Entdecker. Hrsg. und mit einem Nachwort versehen von Frank Vorpahl und mit acht Farbtafeln von Forsters eigener Hand. Eichborn, 2008, ISBN 978-3-8218-5840-1 (darin auch: Fragmente über Captain Cooks letzte Reise und sein Ende).

### Briefe
- Georg Forster, Briefe an Ernst Friedrich Hector Falcke. Neu aufgefundene Forsteriana aus der Gold- und Rosenkreuzerzeit. Hrsg. und mit einer Einleitung versehen von Michael Ewert und Hermann Schüttler. Kassel University Press, Kassel 2009, ISBN 978-3-89958-485-1.

### Übersetzungen
- Übersetzung des eigenen Hauptwerks A Voyage round the World ins Deutsche (siehe oben)
- William Forsyth: Über die Krankheiten und Schäden der Obst- und Forstbäume. Nebst der Beschreibung eines von ihm erfundenen und bewährten Heilmittels. Fischer, Mainz 1791 (Digitalisat)
- Mikhail V. Lomonosov: A chronological abridgment of the Russian history; translated from the original Russian…and continued to the present time by the translator., printed for T. Snelling, London 1767. Faksimile: Reihe Eighteenth Century Collections Online Print Editions. Gale Ecco, Independence, KY 2010, ISBN 1-171-48444-5[32]
- George Keate: Nachrichten von den Pelew-Inseln in der Westgegend des Stillen Oceans. Nachwort Harald Eggebrecht. Süddeutsche Zeitung, Reihe: Bibliotheca Anna Amalia, München 2007, ISBN 978-3-86615-413-1

## Fiktive Darstellungen

### Romane
- Hans Jürgen Geerdts: Rheinische Ouvertüre. Verlag der Nation, Berlin (DDR), 1978.

- Paul Kanut Schäfer: Ein Junge segelt um die Welt. Der Kinderbuchverlag, Berlin 1961, DNB 454299087.

- Ina Seidel: Das Labyrinth. Lebensroman des George Forster. Roman. Deutsche Verlags-Anstalt, Stuttgart 1922. Mehrere Neuauflagen; Ullstein, Frankfurt 1983
- Andreas Kollender: Teori. dtv, München 2000, ISBN 3-423-24194-2 (romanhafte Beschreibung der Reise mit James Cook).
- Andrew Wilson: Resolution. A novel of the boy who sailed with Captain Cook. Atlantic Books, London 2016. ISBN 978-1-78239-827-1
- Klaus-Dieter Regenbrecht: Forster & Humboldt, Teil 1: Ansichten vom Niederrhein, Roman. Koblenz 2025. ISBN 978-3-925805-63-9

### Filme
- Expedition in die Südsee – Georg Forster, Doku-Drama des ZDF, Deutschland 2012, 43:26 Min., Buch: Frank Vorpahl, Moderator: Robert Atzorn, Kamera: Hans Jakobi, Produktion: CineCentrum, Erstausstrahlung: 19. Februar 2012 im ZDF.
- Treffen in Travers, DEFA-Spielfilm, DDR 1989, Regie: Michael Gwisdek. Der Film nach der gleichnamigen Erzählung von Fritz Hofmann handelt von einem fiktiven Treffen Forsters mit seiner Frau Therese und ihrem Geliebten.

## Ausstellung
- Dauerausstellung „Georg Forster“. Schloss Wörlitz, zwei Teile seit 2018; 3. Teil ab Mai 2019